# Александр Менді (футболіст, 1983)
Александр Менді (фр. Alexandre Mendy, нар. 14 грудня 1983, Париж) — французький футболіст, що грав на позиції півзахисника. Виступав у складі низки французьких і закордонних клубів. Володар Кубка Чехії.

## Ігрова кар'єра
Александр Менді народився 1983 року в Парижі. Займався в юнацьких командах футбольних клубів «Еланкур» та «Версаль». У 2001 році дебютував за першу команду клубу «Версаль», в якій грав до 2003 року, взявши участь у 34 матчах чемпіонату.
У 2003 році Менді перебрався до Чехії, де став гравцем клубу «Марила» (Пршибрам), у якому грав до 2005 року. З 2005 до 2007 року французький футболіст грав у складі іншого чеського клубу СІАД (Мост).
У 2007 році Александр Менді перейшов до чеського клубу «Млада Болеслав», у якому грав до 2011 року. У складі «Млада Болеслава» Менді у сезоні 2010—2011 років став володарем Кубка Чехії.
Протягом 2011—2012 років французький футболіст грав у складі англійського клубу «Честерфілд». У 2012 році Менді перейшов до німецького клубу «Ганза», у складі якого грав до 2014 року. У 2014 році французький півзахисник перейшов до іншого німецького клубу «Саарбрюкен», у якому грав до 2019 року. Завершив ігрову кар'єру Менді в нижчоліговій французькій команді «Саргемін», за яку виступав протягом 2019—2022 років.

## Титули і досягнення
- Володар Кубка Чехії (1):

«Млада Болеслав»: 2010–2011